# Corso Cavour (Perugia)

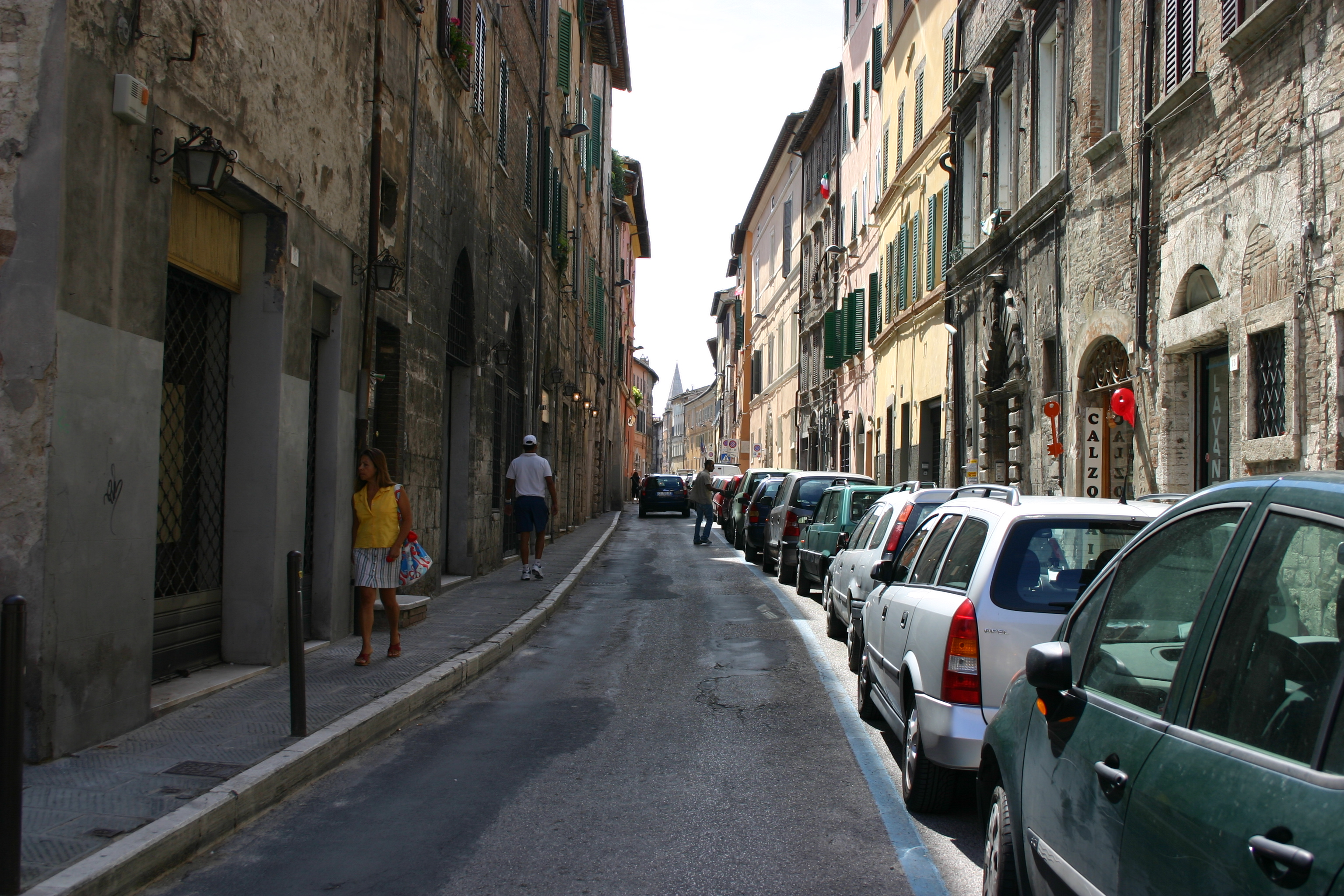
Un tratto di Corso Cavour

Corso Cavour - già Via Sant'Ercolano e Corso di Porta Romana - è una via del centro storico di Perugia che ha origine laddove terminano le cosiddette scalette di Sant'Ercolano (attuale via Sant'Ercolano), quindi all'incrocio con viale Indipendenza, e finisce in corrispondenza della Porta di San Pietro (appunto, la Porta Romana).
Di origine medievale, il corso forma un unico percorso con Borgo XX Giugno: i due, insieme, costituiscono la più lunga strada piana del centro di Perugia e il fulcro del c.d. Borgobello.
Dopo un centinaio di metri dalla chiesa di Sant'Ercolano patrono, il corso, che procede quasi perfettamente rettilineo in direzione sud-est, incrocia la Via XIV Settembre (già Via del Campo Battaglia) nel punto in cui questa inizia (fine di Via Guglielmo Marconi) e cioè nei pressi della Porta di Santa Croce (cc.dd. Tre Archi). In corrispondenza dell'incrocio, la chiesa di San Giuseppe (precedentemente, appunto, di Santa Croce). Nei pressi si trova anche il Palazzo della Penna nel quale sono esposti permanentemente Dottori e Beuys.
Proseguendo per pochi metri oltre l'incrocio (ove si trova un semaforo pedonale proprio per agevolare il transito dei pedoni lungo il Corso Cavour), si diramano verso ovest la Via Fiorenzuola e la Via (della) Cuccuina, a formare il passaggio pedonale che conduce alle scale mobili di Piazzale Bellucci, ove si trova la stazione ferroviaria suburbana di Sant'Anna (Ferrovia Centrale Umbra).
Si ammira la maestosa Basilica di San Domenico nel punto in cui, poco oltre, il corso si allarga in Piazza Giordano Bruno (al filosofo sono anche dedicati una lapide posta dei "partiti popolari" e la relativa ghirlanda). Ivi si trova l'ingresso del Museo archeologico nazionale dell'Umbria (allestito nei locali dell'antico convento di San Domenico).
Lungo il corso e nella perpendicolare Via Giulia si trovano alcuni uffici della Prefettura di Perugia, la Direzione Regionale Umbria del Corpo nazionale dei vigili del fuoco, e il Comando Legione Carabinieri Umbria (con altro ingresso dal parallelo viale Roma).
Nella parte finale il corso incrocia la Via del Deposito, ove si trova la casa natale del pittore perugino Gerardo Dottori.
Altri punti di interesse lungo il corso e nei suoi dintorni, sono la Confraternita e Ospedale dei Pellegrini, il complesso monumentale di Sant'Anna, il monastero della Beata Colomba, il Monastero di Santa Maria Maddalena e la chiesa di Santa Maria di Colle.